# Melicytus angustifolius
Melicytus angustifolius är en tvåhjärtbladig växtart som först beskrevs av Dc., och fick sitt nu gällande namn av P.J. Garnock-jones. Melicytus angustifolius ingår i släktet Melicytus och familjen Achariaceae. Inga underarter finns listade i Catalogue of Life.